# Марек Северин
Марек Северин (пол. Marek Seweryn, 17 жовтня 1957) — польський важкоатлет.
Бронзовий призер Олімпійських Ігор 1980 року в категорії до 60 кг, учасник 1988 року.
Чемпіон світу 1979 року в категорії до 60 кг, срібний призер 1978 року в категорії до 56 кг, бронзовий призер 1980 (до 60 кг), 1986 (до 67,5) кг років.
Чемпіон Європи 1978 року в категорії до 56 кг, бронзовий призер 1985 року в категорії до 67,5 кг.